# M33-013406.63
M33-013406.63, även känd som B416 eller UIT301, är en dubbelstjärna i Triangelgalaxen belägen i mellersta delen av stjärnbilden Triangeln. Den har en skenbar magnitud av ca 16,1 och kräver ett kraftfullt teleskop för att kunna observeras.

## Observation

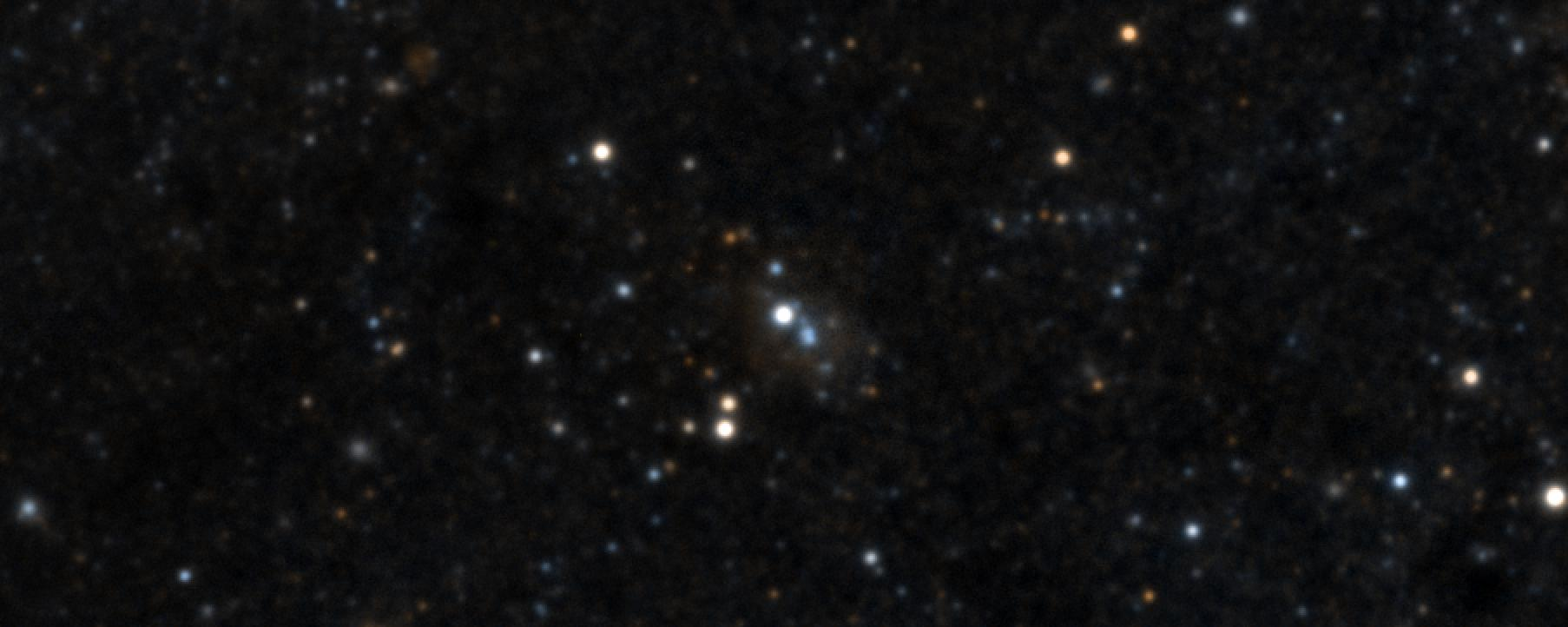
M33-013406.63 (den ljusaste stjärnan i mitten) från Pan-STARRS Data Release 1 i blått, g och r filter.
Foto: NASA / UH - IfA

M33-013406.63 är potentiellt en av de mest ljusstarka stjärnorna som någonsin upptäckts och beräknas ha en luminositet av 3 - 10 miljoner gånger solens, även om det anses troligt att den är ett multipelstjärnsystem. Modellering av spektrumet baserat på vissa antaganden om de två stjärnornas relativa storlekar tyder på en följeslagare som är cirka en halv miljon gånger så ljus som solen och primärstjärnan över fyra miljoner gånger så ljusstark som solen.
M33-013406.3 är inbäddad i en framträdande ringformad H II-region, stora områden av joniserade vätemoln med omfattande stjärnbildning. Den ligger också nära mitten av H II-regionen som den ingår i och möjligen förbunden med nebulosans ursprung.

## Anteckningar
a. Tillämpning av Stefan-Boltzmanns lag med en nominell effektiv soltemperatur av 5,772 K: 
{\displaystyle {\sqrt {(5,772/30,000)^{4}*4,680,000}}=80\ R_{\odot }}
b. Tillämpning av Stefan-Boltzmanns lag med en nominell effektiv soltemperatur av 5,772 K: 
{\displaystyle {\sqrt {(5,772/10,000)^{4}*10^{5.6}}}=210.2\ R_{\odot }}